# Прах (ТВ филм)
„Прах” је југословенски ТВ филм из 1980. године. Режирао га је Владимир Фулгоси који је написао и сценарио по делу Ранка Маринковића

## Улоге
| Глумац          | Улога        |
| --------------- | ------------ |
| Ивица Видовић   | Тонко Јеркин |
| Ета Бортолаци   |              |
| Отокар Левај    |              |
| Мирјана Мајурец |              |
| Тана Маскарели  |              |
| Берислав Муднић |              |